# 海蘭鎮區 (印地安納州弗米利恩縣)
海蘭鎮區（英語：Highland Township）是位於美國印地安納州弗米利恩縣的一個行政鎮區。

## 地方資料
根據2010年美國人口普查的數據，海蘭鎮區的面積為142.60平方千米，當中陸地面積為141.20平方千米，而水域面積為1.40平方千米。當地共有人口1534人，而人口密度為每平方千米10.76人。